# Lukas Svejkovsky
Lukas Svejkovsky (23. listopadu 2001) je hokejový útočník, jenž aktuálně hraje za tým Tampereen Ilves. Byl draftován roku 2020 ve 4. kole jako celkově 108. volba v draftu celkem Pittsburgh Penguins.

## Život
Narodil se v Tampě jako syn bývalého českého hokejového útočníka Jaroslava Svejkovského. Lukas má tak americké i české občanství. V dubnu 2022 Lukas uzavřel nováčkovskou smlouvu s Pittsburghem Penguins. Ta začne platit od sezóny 2022/2023 s průměrnou roční hodnotou na úrovni NHL 859.167 USD.

## Statistiky
| Sezóna    | Tým                  | Liga | Z  | G  | A  | B  | TM |
| --------- | -------------------- | ---- | -- | -- | -- | -- | -- |
| 2018/2019 | Vancouver Giants     | WHL  | 67 | 9  | 17 | 26 | 31 |
| 2019/2020 | Vancouver Giants     | WHL  | 18 | 5  | 5  | 10 | 12 |
| 2019/2020 | Medicine Hat Tigers  | WHL  | 34 | 13 | 15 | 28 | 20 |
| 2020/2021 | Medicine Hat Tigers  | WHL  | 20 | 12 | 10 | 22 | 6  |
| 2021/2022 | Medicine Hat Tigers  | WHL  | 24 | 13 | 17 | 30 | 22 |
| 2021/2022 | Seattle Thunderbirds | WHL  | 33 | 22 | 24 | 46 | 38 |